# RK Osijek
Le Rukometni Klub Osijek (RK Osijek) est un club croate de handball féminin basé à Osijek.

## Palmarès international
- Coupe des vainqueurs de coupe (2) :
  - Vainqueur : 1982, 1983.